# Andrée Fortin
Pour les articles homonymes, voir Fortin.
Andrée Fortin, née en 1953 et morte le 9 janvier 2022 à l'hôpital Saint-François-d'Assise de Québec,, est une sociologue et écrivaine québécoise . Elle est l'épouse d'Éric Gagnon.

## Biographie
Professeure émérite de l'Université Laval jusqu'à sa mort, elle y travailla de 1982 à 2013. Elle est cofondatrice du Groupe interdisciplinaire de recherche sur les banlieues et a dirigé la revue Recherches sociographiques. Ses domaines d'intérêt sont principalement le Québec, les changements sociaux, les arts, la culture et les réseaux sociaux.
Elle a pour père le sociologue Gérald Fortin, et pour mère Thérèse Bergeron.

## Publications
- Andrée Fortin, Imaginaire de l'espace dans le cinéma québécois. Québec, Les Presses de l'Université Laval, 2015, 274 p.  (ISBN 9782763724782)
- Jean-Philippe Warren et Andrée Fortin. Pratiques et discours de la contreculture au Québec, Septentrion, 2015. 270 p.  (ISBN 9782894488263)
- Eric Gagnon, Andrée Fortin, Amélie-Elsa Ferland-Raymond et Annick Mercier. L'invention du bénévolat. Genèse et institution de l'action bénévole au Québec, Québec : Presses de l'Université Laval, 2013. 229 p.  (ISBN 9782763716626)
- Andrée Fortin. Passage de la modernité : les intellectuels québécois et leurs revues (1778-2004), Ste-Foy : Les Presses de l'Université Laval, 2005, 445 p.  (ISBN 9782763782416)
- Andrée Fortin. Les lieux de sociabilité et de la solidarité féminine. Cahiers de géographie du Québec, Volume 31, Numéro 83, 1987, p. 157–175. (doi.org/10.7202/021873ar)
- Andrée Fortin et Duncan Sanderson. Espaces et identités en construction : le Web et les régions du Québec, Québec : Nota Bene, 2004. 155 p.  (ISBN 9782895181699)
- Andrée Fortin, Carole Després et Geneviève Vachon. La banlieue revisitée, Québec : Éditions Nota bene, 2002. 302. p.  (ISBN 9782895181002)
- Andrée Fortin. Produire la culture, produire l'identité? Sainte-Foy [Québec] : Presses de l'Université Laval, 2000. 264 p.  (ISBN 9782763776941)
- Andrée Fortin. Nouveaux territoires de l'art : régions, réseaux, place publique, Québec : Éditions Nota bene, 2000. 319 p.  (ISBN 9782895180425)
- Andrée Fortin. Passage de la modernité : les intellectuels québécois et leurs revues, Sainte-Foy : Presses de l'Université Laval, 1993. 406 p.  (ISBN 9782763773308)
- Andrée Fortin et David Rompré. La sociabilité urbaine au Saguenay : vie associative, solidarités et dynamique communautaire, Chicoutimi : Centre interuniversitaire SOREP, 1993. 147 p.  (ISBN 9782920803145)
- Andrée Fortin avec la collaboration de Denys Delage, Jean-Didier Dufour et Lynda Fortin. Histoires de familles et de réseaux : la sociabilité au Québec d'hier à demain, Montréal : Éditions Saint-Martin, 1987. 225 p.  (ISBN 9782890350892)